# سیارک ۴۲۳۴
سیارک ۴۲۳۴ (به انگلیسی: 4234 Evtushenko، نامگذاری:1978JT1) چهار هزار و دویست و سی و چهارمین سیارک کشف شده‌است که در ۶ مه ۱۹۷۸ کشف شد.
قدر مطلق سیارک برابر ۱۲٫۴۰ است.